# Uloborus glomosus
Uloborus glomosus är en spindelart som först beskrevs av Charles Athanase Walckenaer 1842.  Uloborus glomosus ingår i släktet Uloborus och familjen krusnätsspindlar. Inga underarter finns listade i Catalogue of Life.